# Volta (dans)

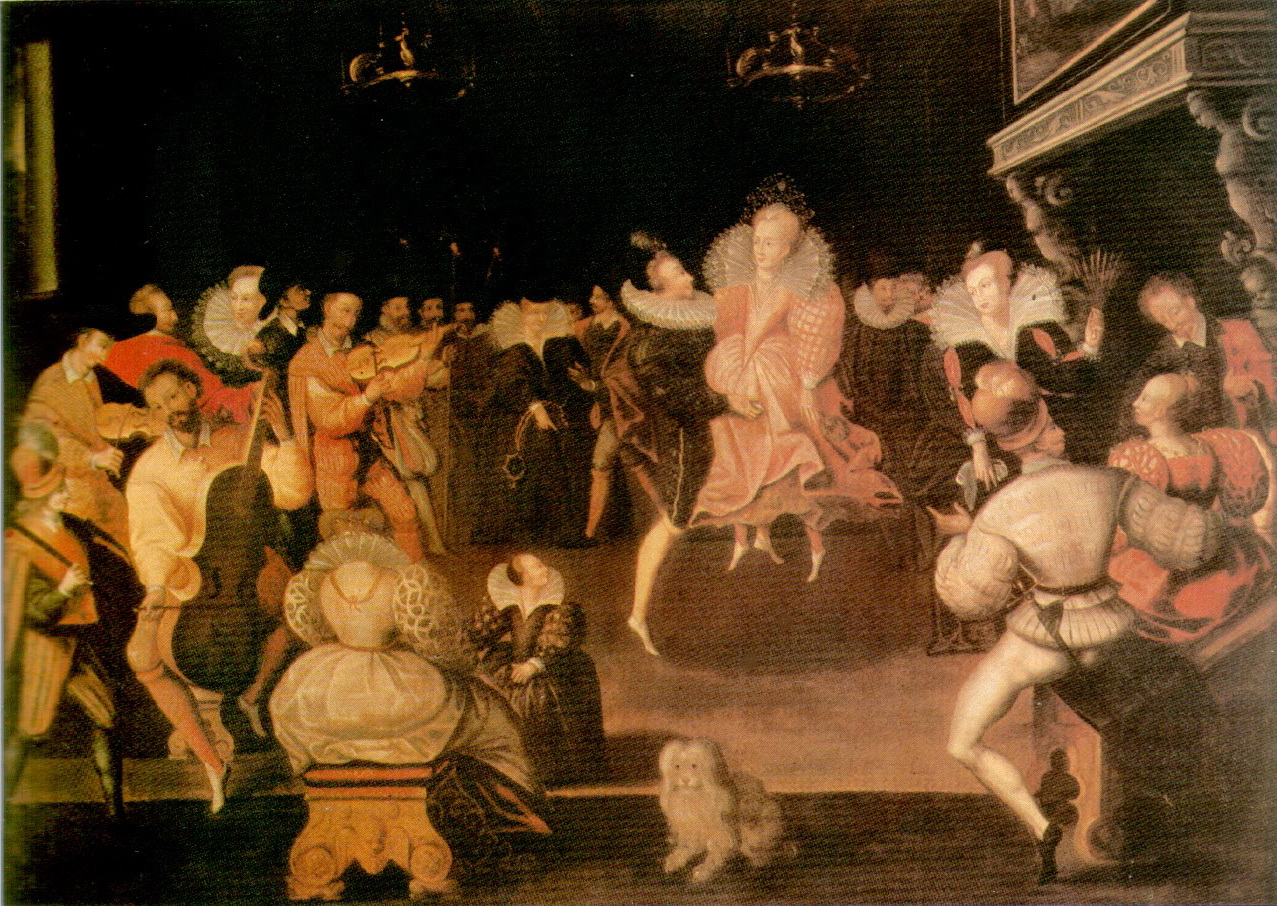
Tavla som visar dansen Volta. Titel: Queen Elizabeth I Dancing with Robert Dudley, Earl of Leicester.

Volta är en livlig italiensk dans i ¾-takt som härstammar från Provence som var populär under 1500-talet, främst vid hoven. Dansen var populär vid hoven under denna tid. Musikaliskt påminner den om galliard. Volta ansågs som en mycket oanständig dans då kavaljeren tog damen om livet och svingade henne runt i luften så kjolarna lyfte.
Ordet "volta" kommer från italienskan och betyder "vändning".